# Runnin' Wild
Runnin' Wild is het eerste album van de Australische rockband Airbourne wat niet in eigen beheer werd uitgegeven. Het werd op 23 juni 2007 door EMI uitgebracht in het Verenigd Koninkrijk en op 29 januari 2008 door Roadrunner Records in de Verenigde Staten.
Van het album komen drie singles af te weten: "Runnin' Wild", "Too Much, Too Young, Too Fast" en "Diamond in the Rough".

## Musici
- Joel O'Keeffe - zang, leadguitar
- Ryan O'Keeffe - drums, percussie
- David Roads - slaggitaar
- Justin Street - basgitaar

## Nummers
Alle nummers zijn geschreven door Joel en Ryan O'Keeffe.
De Australische/Nieuw-Zeelandse uitgave vervangt "Hellfire" voor "Let's Ride". en de Japanse uitgave vervangt "Hellfire" door "Dirty Angel"  als een bonustrack. Online is "Red Dress Women" als bonustrack te downloaden.
| Nr. | Titel                         | Duur |
| --- | ----------------------------- | ---- |
| 1.  | Stand up for Rock 'n' Roll    | 4:01 |
| 2.  | Runnin' Wild                  | 3:38 |
| 3.  | Too Much, Too Young, Too Fast | 3:42 |
| 4.  | Diamond in the Rough          | 2:54 |
| 5.  | Fat City                      | 3:26 |
| 6.  | Blackjack                     | 2:42 |
| 7.  | What's Eatin' You             | 3:26 |
| 8.  | Girls in Black                | 3:16 |
| 9.  | Cheap Wine & Cheaper Women    | 3:10 |
| 10. | Heartbreaker                  | 3:56 |
| 11. | Hellfire                      | 2:19 |